# Hoe overleef ik-serie
De Hoe overleef ik-serie (afgekort HOI-serie) is een jeugdboekenserie geschreven door Francine Oomen en geïllustreerd door Annet Schaap. De eerste boeken in de serie werden uitgegeven door Van Holkema & Warendorf, maar sinds Hoe overleef ik (zonder) liefde? worden de boeken uitgegeven door Querido. Enkele boeken zijn ook als luisterboek uitgekomen, voorgelezen door de schrijfster zelf.

## Geschiedenis
De serie Hoe overleef ik is een handelsmerk. In juni 2006 ging een verfilming van de boeken Hoe overleef ik mezelf? en Hoe overleef ik mijn eerste zoen?, in première. Er zijn diverse schoolspullen met afbeeldingen uit de serie verkrijgbaar, zoals een etui, schoolagenda, kaartspel, bordspel en een dagboek. Op 18 september 2008 bracht Weekbladpers in samenwerking met Querido het tijdschrift Hoe overleef ik uit. Hierin staan verhalen over de personages en rubrieken over de puberteit. In november 2009 ging in Tilburg de musical Hoe overleef ik mijn eerste zoen? in première, later gevolgd door de musical Hoe overleef ik (zonder) liefde. Op NPO 3 werd een televisieserie Hoe overleef ik... uitgezonden.

## Verhaal
De serie gaat over Rosa van Dijk, een meisje dat in de puberteit komt en in elk boek ouder wordt. Ze heeft een vriend, Vincent van Gelderen, die ze 'Neuz' noemt. Het is een vrolijke meid die wel van lol maken houdt. Ze verhuist in de serie meerdere malen waardoor ze haar vrienden kwijt raakt.

## Personages
- Rosa van Dijk: De hoofdpersoon van het boek. Ze is slim, grappig, brutaal en creatief, maar ze is ook onzeker en goed in piekeren.
- Jonas de Leeuw: de beste vriend van Rosa. Ze ontmoetten elkaar op een vakantie op Corsica. Ze hadden een tijdje 'Internet Verkering', wat ze afkortten als IV. Maar wanneer Rosa en Jonas zichzelf te groot vinden voor Internet Verkering, werd IV veranderd in Innige Vriendschap. In het deel Hoe overleef ik met/zonder jou wordt bekend dat hij homoseksueel is. Hij woont in Limburg. Hij komt voor sinds Hoe overleef ik mijn vakantie?.
- Esther Jacobs-Anderson: Rosa's beste vriendin. Ze komen bij elkaar in de brugklas. Rosa vond Esther eerst saai en Esther werd door Rosa en Rosa's vriendinnen gepest. Na een tijd bij elkaar in de klas gezeten te hebben, werden ze vriendinnen. Esther woonde eerst in 's-Hertogenbosch later in Zeist. Dat Esther in Zeist heeft gewoond, komt niet voor in de serie maar in het boek Ezzie's Dagboek waarin ze zelf de hoofdrol heeft. Esther kwam voor het eerst voor in Hoe overleef ik de brugklas?.
- Vincent van Gelderen: De vriend van Rosa, die ze 'Neuz' noemt omdat hij een geweldige neus heeft. Ze kwamen elkaar tegen toen ze graffiti aan het spuiten waren in Groningen. Als ze elkaar op school nog een keer tegenkomen spreken ze af om samen een keer graffiti te gaan spuiten. Toen ze hiermee bezig waren, werden ze opgepakt en moesten samen een nacht een cel delen. Daar hebben ze voor het eerst gezoend. Hij komt voor het eerst voor in Hoe overleef ik mezelf?. De relatie van Rosa en Vincent valt te omschrijven als een knipperlichtrelatie.
- Alexander de Wit: Dit was Rosa's stiefvader. Rosa noemt hem Apenbil, omdat hij óveral haar heeft. Hij was ook de vader van Rosa's broertje Abeltje (Appie). Hij is dood gegaan in Hoe overleef ik een gebroken hart? nadat hij met te veel drank op onder een auto was gelopen. Rosa heeft een hekel aan hem, wenste hem dood, maar toen het echt zo ver was...
- Heleen Heerema/Heleen de Wit/Heleen Rosetti: Dit is Rosa's moeder. Ze was erg depressief toen Alexander de Wit, haar echtgenoot, stierf. Nadat ze zijn dood eindelijk geaccepteerd had, werd ze lief en behulpzaam.
- Enrico Rosetti: De nieuwe (Italiaanse) partner van Rosa's moeder en wordt Rosa's nieuwe stiefvader. Zijn passie is koken. Hij krijgt een 'liefdesbaby' (Eva Luna) van Heleen en trouwt met haar.
- Joop van Dijk: De vader van Rosa. Hij is erg depressief, omdat hij zijn baan kwijt is geraakt. Maar nadat hij op de vakantie (Hoe overleef ik mijn vader (en hij mij)?) met Rosa heeft gepraat verbetert zijn humeur.
- Noa: Een moslimmeisje dat van huis was weggelopen omdat ze niet wilde trouwen met een 40 jaar oude man en hierdoor de familie-eer geschaad heeft. Ze mocht niet meer terugkomen van haar vader, maar in Hoe overleef ik mijn vader (en hij mij)? verandert dit, nadat hij Noa, Jonas, Sascha, Rosa en Rosa's vader naar Marokko volgt.
- Yoesoef: de neef van Noa, hij komt voor in hoe overleef ik met/zonder vrienden.
- Marieke van Heemskerk: De nieuwe echtgenote van Rosa's vader, en de moeder van Floortje en Lotje .
- Floortje: Dochtertje van Rosa's vader en Marieke.
- Lotje : Dochtertje van Rosa's vader en Marieke en zusje van Floortje.
- Sascha Jansen: Een vriendin van Rosa. Ze is zelfverzekerd, stoer en mag doen en laten wat ze wil. Maar haar moeder is er amper voor haar. In "Hoe  overleef ik mijn vader? (En hij mij!)"  worden ze weer "herenigd".
- Joya/Joy: Een goede vriendin van Rosa die later naar Griekenland verhuist, omdat ze aura´s kan zien en haar ouders dat niet geloven.
- Carmen: Een vriendin van Rosa's school die later in de serie lesbisch blijkt te zijn en op Joya verliefd is.
- Dwight: Het Australische liefje van Joya. Ze hebben elkaar leren kennen tijdens Dwights wereldreis. In Hoe overleef ik (zonder) dromen? gaan ze uit elkaar.
- Steven: De vader van Jade. Hij komt voor in Hoe overleef ik(zonder) dromen?.
- Abel de Wit (Appie): Het halfbroertje van Rosa, de zoon van Rosa's moeder en Alexander de Wit.
- Jade: Het kleine dochtertje van Sascha en Steven. Ze woont samen met Noa, Sascha en Rosa in het huis van meneer Rosetti & Rosa's moeder.
- Eva Luna: Het halfzusje van Rosa en het dochtertje van Rosa's moeder en haar stiefvader Enrico Rosetti. Ze wordt geboren in het laatste boek van de reeks.
- Lidwien: Zij is samen met Sascha en later ook met Esther de vriendin van Rosa in de brugklas. Ze komt alleen in Hoe overleef ik de brugklas? voor.
- Danny: Het foute vriendje van Sascha in de brugklas.
- Karien: De vriendin van Rosa in Hoe overleef ik mezelf?. Ze is geen goede vriendin voor Rosa, omdat ze haar dwingt om te stelen.
- Pierre: Een Corsicaanse vrijheidsstrijder. Hij leeft in de bergen en helpt Rosa en Jonas als ze verdwaald zijn.
- Georgio: In Hoe overleef ik dromen even het vriendje geweest van Rosa, maar Rosa is uiteindelijk toch verliefd op Neuz.
- Rob: Rosa ontmoet hem op vakantie met haar stiefvader in Hoe overleef ik een gebroken hart.
- Andrea Jansen: De moeder van Sascha & de oma van Jade. Ze woonde eerst in Den Bosch en nu in Amsterdam.
- Thomas: Het eerste vriendje van Rosa. Hij is geen goede vriend, want hij doet dingen met Rosa die zij niet wil.

## Boeken

### Jeugdige doelgroep
De oorspronkelijke boeken die Oomen schreef waren gericht op kinderen van de bovenbouw van de basisschool en brugklassers. Hieronder een overzicht van de boeken voor die doelgroep:
- Hoe overleef ik mijn vakantie? (1998, Van Holkema & Warendorf)
- Hoe overleef ik het jaar 2000? (1999, Van Holkema & Warendorf)
- Hoe overleef ik de brugklas? (2000, Van Holkema & Warendorf)
- Hoe overleef ik mijn eerste zoen? (2001, Van Holkema & Warendorf)
- Hoe overleef ik mezelf? (2002, Van Holkema & Warendorf)
- Hoe overleef ik een gebroken hart? (2003, Van Holkema & Warendorf)
- Hoe overleef ik met/zonder jou? (2004, Van Holkema & Warendorf)
- Hoe overleef ik mijn ouders? (en zij mij!) (2005, Van Holkema & Warendorf)
- Hoe overleef ik (zonder) liefde? (2006, Querido)
- Hoe overleef ik met/zonder vrienden? (2007, Querido)
- Hoe overleef ik mijn vriendje? (en hij mij!) (2008, Querido)
- Hoe overleef ik (zonder) dromen? (2009, Querido)
- Hoe overleef ik mijn vader? (en hij mij!) (2010, Querido)
- Hoe overleef ik (wild) breien? (2011, Querido)
- Hoe overleeft Rosa in New York? (2012, Querido) / *Hoe overleef ik New York/Berlijn? (2012, Volt)
- Hoe overleef ik met/zonder gescheiden ouders? (2015, Querido)

### Volwassen doelgroep
In september 2023 bracht Oomen haar eerste boek in de serie uit die geschreven is voor volwassenen. Oomen wilde met haar oorspronkelijke doelgroep meegroeien. De eerste druk van 25.000 exemplaren was binnen één dag uitverkocht. Inmiddels zijn er meer dan 155.000 exemplaren van het boek verkocht en volgt er in september 2025 een musical.
- Hoe overleef ik alles wat ik niemand vertel? (2023, Volt)

## Taalgidsen
Vanaf 2004 begon Oomen met het uitbrengen van de Hoe overleef ik-taalgidsen.
- Hoe overleef ik mijn vakantie in Spanje? (2004, Van Holkema & Warendorf)
- Hoe overleef ik mijn vakantie in Italië? (2004, Van Holkema & Warendorf)
- Hoe overleef ik mijn vakantie in Frankrijk? (2004, Van Holkema & Warendorf)
- Hoe overleef ik mijn vakantie in Engeland? (2004, Van Holkema & Warendorf)
- Hoe overleef ik mijn vakantie in Turkije? (2005, Van Holkema & Warendorf)
- Hoe overleef ik mijn vakantie in Duitsland, Oostenrijk & Zwitserland? (2005, Van Holkema & Warendorf)
- Hoe overleef ik mijn vakantie in Tsjechië? (2006, Van Holkema & Warendorf)
- Hoe overleef ik mijn vakantie in Portugal? (2006, Van Holkema & Warendorf)

## Tijdschrift
Na het aanhoudende succes met de boeken verscheen er op 20 september 2008 het eerste tijdschrift onder de naam Hoe overleef ik, Oomen was hoofdschrijver en hoofdredactrice ervan. Het tijdschrift werd uitgebracht door Weekbladpers in samenwerking met Querido en bevatte verhalen over de personages uit de Hoe overleef ik-serie, rubrieken waar lezers zelf hun bijdragen aan konden leveren en artikelen over de puberteit.

## Bekroningen
- 2002 - Tip van de Jonge Jury voor Hoe overleef ik de brugklas?
- 2003 - Prijs van de Nederlandse Kinderjury & Hotze de Roosprijs voor Hoe overleef ik mezelf?
- 2003 - Tip van de Jonge Jury voor Hoe overleef ik mijn eerste zoen?
- 2004 - Prijs van de Nederlandse Kinderjury & Hotze de Roosprijs voor Hoe overleef ik een gebroken hart?
- 2004 - Prijs van de Jonge Jury voor Hoe overleef ik mezelf?
- 2005 - Prijs van de Nederlandse Kinderjury & Hotze de Roosprijs voor Hoe overleef ik met/zonder jou?
- 2005 - Prijs van de Jonge Jury voor Hoe overleef ik een gebroken hart?
- 2006 - Prijs van de Jonge Jury voor Hoe overleef ik met/zonder jou?
- 2006 - Prijs van de Nederlandse Kinderjury voor Hoe overleef ik mijn ouders? (en zij mij!)
- 2007 - Tip van de Jonge Jury voor Hoe overleef ik mijn ouders? (en zij mij!)
- 2007 - Prijs van de Nederlandse Kinderjury voor Hoe overleef ik (zonder) liefde?
- 2007 - Tina-Bruna Award voor Hoe overleef ik (zonder) liefde?
- 2008 - Prijs van de Nederlandse Kinderjury voor Hoe overleef ik met/zonder vrienden?
- 2010 - Prijs van de Nederlandse Kinderjury voor Hoe overleef ik mijn vriendje? (en hij mij!)

## Bestseller 60
| Boeken met noteringen in de Nederlandse Bestseller 60 | Jaar van verschijnen | Datum van binnenkomst | Hoogste positie | Aantal weken | Opmerkingen |
| ----------------------------------------------------- | -------------------- | --------------------- | --------------- | ------------ | ----------- |
| Hoe overleef ik een gebroken hart?                    | 2003                 | 13-09-2003            | 3               | 14           |             |
| Hoe overleef ik de brugklas?                          | 2000                 | 11-10-2003            | 36              | 5            |             |
| Hoe overleef ik mijn eerste zoen?                     | 2001                 | 11-10-2003            | 33              | 3            |             |
| Hoe overleef ik mezelf?                               | 2002                 | 11-10-2003            | 14              | 4            |             |
| Hoe overleef ik mijn vakantie in Frankrijk?           | 2004                 | 26-06-2004            | 25              | 4            |             |
| Hoe overleef ik mijn vakantie in Italië?              | 2004                 | 03-07-2004            | 50              | 2            |             |
| Hoe overleef ik met/zonder jou?                       | 2004                 | 02-10-2004            | 3               | 22           |             |
| Hoe overleef ik van alles & nog wat?                  | 2005                 | 04-06-2005            | 42              | 7            |             |
| Hoe overleef ik mijn ouders? (en zij mij!)            | 2005                 | 08-10-2005            | 2               | 15           |             |
| Hoe overleef ik (zonder) liefde?                      | 2006                 | 23-09-2006            | 3               | 17           |             |
| Hoe overleef ik met/zonder vrienden?                  | 2007                 | 29-09-2007            | 2               | 22           |             |
| Hoe overleef ik stress?                               | 2008                 | 30-08-2008            | 14              | 9            |             |
| Hoe overleef ik mijn vriendje? (en hij mij!)          | 2008                 | 27-09-2008            | 2               | 16           |             |
| Hoe overleef ik (zonder) dromen?                      | 2009                 | 22-08-2009            | 5               | 20           |             |
| Hoe overleef ik als keukenprins(es)?                  | 2009                 | 17-10-2009            | 16              | 3            |             |
| Hoe overleef ik mijn vader? (en hij mij!)             | 2010                 | 11-09-2010            | 2               | 17           |             |
| Hoe overleef ik de puberteit?                         | 2011                 | 10-09-2011            | 8               | 15           |             |
| Hoe overleeft Rosa in New York?                       | 2012                 | 24-11-2012            | 20              | 8            |             |
| Hoe overleef ik alles wat ik niemand vertel?          | 2023                 | 20-09-2023            | 1(5wk)          | 31           | [ 4 ]       |

## Trivia

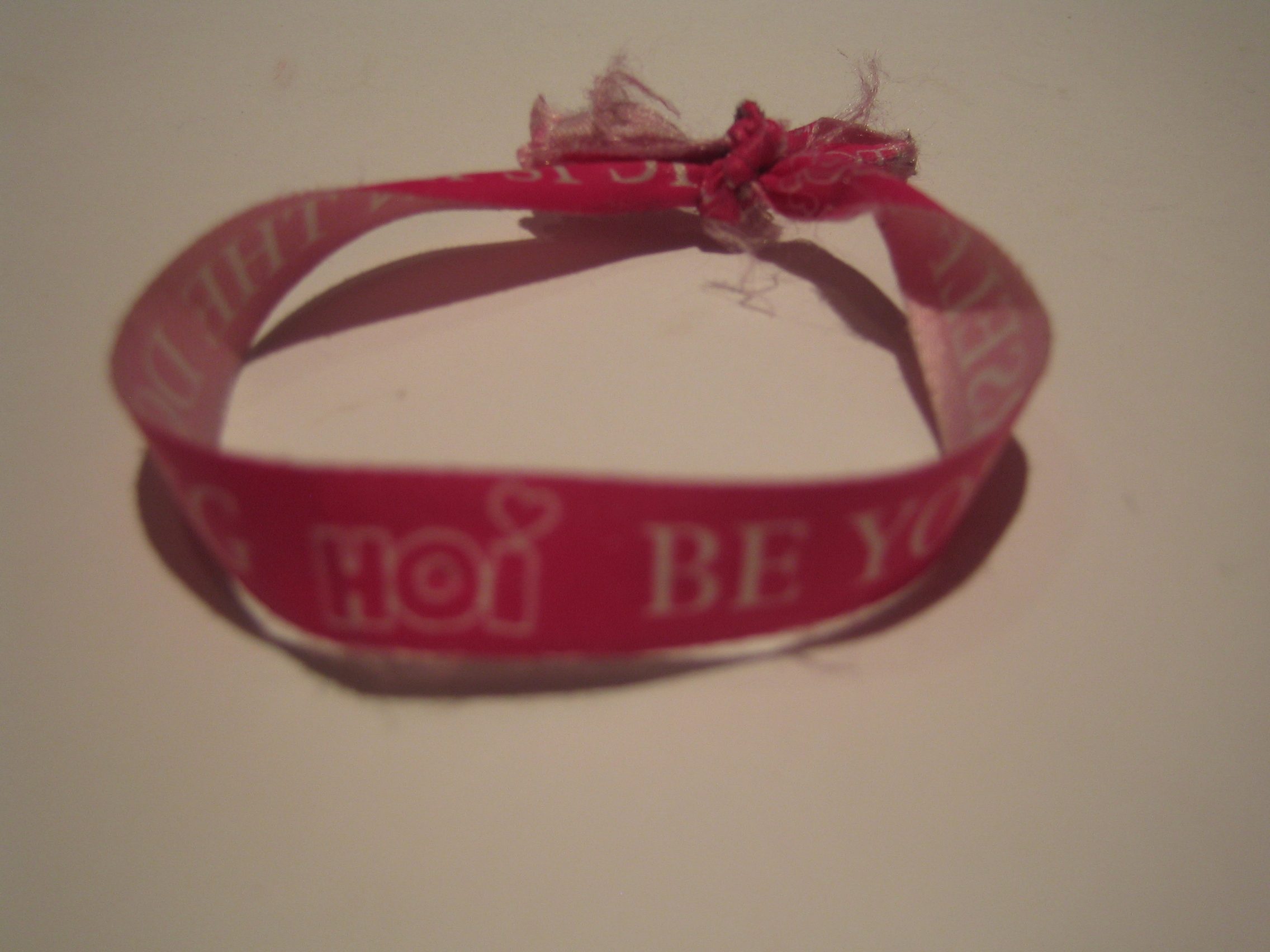
Het vriendschapsbandje

- Bij Hoe overleef ik met/zonder vrienden kreeg men bij de eerste oplage een Hoe overleef ik-vriendschapsbandje. Het was een roze bandje met de tekst "HOI - NO FEAR - HOI - BE YOURSELF - HOI - THE MAGIC IS IN THE DOING" erop. Dit zijn citaten uit het boek. In het boek geeft Rosa het armbandje in een envelop aan Esther.